# 2°C Me no Kanojo
"2°C Me no Kanojo" (2℃目の彼女, Nidome no Kanojo) é um single da banda de rock japonesa SID, lançado em 14 de janeiro de 2009 pela Ki/oon Music. Foi lançado em três edições; a regular com apenas o CD e suas três faixas, e as limitadas A e B com um DVD bônus diferente entre as duas versões.
"2°C Me no Kanojo" foi incluída no álbum de estúdio Hikari e também apareceu na coletânea Sid All Singles Best. É trilha sonora dos programas de televisão Arabiki-dan, da TBS TV, e PVTV, da TV Tokyo. O lado B é "Nakidashita Onna to Kyomu-kan" (泣き出した女と虚無感), que foi usado em um comercial da marca de joias GemCEREY. A terceira faixa é uma gravação ao vivo de "Owakare no Uta" no Nippon Budokan.

## Estilo musical e recepção
Opinando sobre o single, a Tower Records chamou-a de uma "música poderosa" e comentou que a habilidade da banda já era de antes de ingressar na Ki/oon Music. O CD Journal opinou que a "melodia melancólica" (termo também usado pela Tower Records) se destaca na sonoridade rápida, e elogiou a capacidade de composição do grupo, os vocais e as guitarras. Tematicamente, a revista descreveu "2°C Me no Kanojo" como uma canção de amor com som dançante, com temática de inverno. Mais especificamente, desenvolveu: "[...] Sobre jurar o amor eterno a um velho amante que por acaso te reencontra."
Falando sobre o lado B "Nakidashita Onna to Kyomu-kan", CD Journal disse que é uma faixa jazzística que utiliza glockenspiel, bem desenvolvida, e também é uma música sobre amor.

## Desempenho comercial
Alcançou a terceira posição na Oricon Singles Chart e permaneceu na parada por doze semanas. Na parada de singles de rock e pop japoneses da Tower Records, seu pico foi o segundo lugar.
Vendeu 48,213 cópias enquanto esteve na Oricon, se tornando o oitavo single mais vendido da banda. Foi certificado disco de ouro pela RIAJ por vender mais de 100 mil downloads digitais. É o unico single do SID não atrelado a um anime que recebeu uma certificação.

## Faixas
Todas as letras escritas por Mao. 
| Edição regular |                                                                 |                |         |  |
| N.º            | Título                                                          | Música         | Duração |  |
| 1.             | "2°C Me no Kanojo"                                              | Shinji         | 4:13    |  |
| 2.             | "Nakidashita Onna to Kyomu-kan" (泣き出した女と虚無感)          | Aki            | 3:59    |  |
| 3.             | "Owakare no Uta" (お別れの唄, Live at Nippon Budokan 2008.11.2) | Shinji         | 4:03    |  |
| Duração total: | Duração total:                                                  | Duração total: | 12:17   |  |

## Créditos
- Mao – vocal
- Shinji – guitarra
- Aki – baixo
- Yūya – bateria